# 글라우코 오노라토

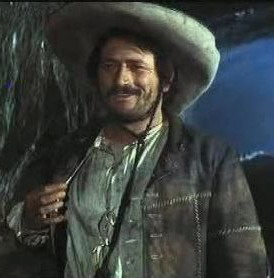

글라우코 오노라토(Glauco Onorato, 1936년 12월 7일 ~ 2009년 12월 31일)는 이탈리아의 영화배우, 텔레비전 배우, 연극 배우이다.
토리노에서 태어났으며 로마에서 사망하였다.

## 영화
- 무장 여인 (1990년)
- 빅 라켓 (1976년)
- 써스페리아 2 (1975년)
- 해바라기 (1970년)
- 돌아온 무숙자 (1969년)
- 블랙 사바스 (1963년) - 그레고르 역